# Metopolophium chandrani
Metopolophium chandrani är en insektsart. Metopolophium chandrani ingår i släktet Metopolophium och familjen långrörsbladlöss. Inga underarter finns listade i Catalogue of Life.